# Пальт
Пальт (швед. palt) — традиційна страва шведської кухні, з картопляного тіста і м'ясною начинкою у різних варіантах. Зазвичай подається з маслом і брусничним джемом, а також зі склянкою молока.

## Різновиди
Пальт готують з сирої картоплі, тоді як аналогічна страва, приготована з відвареної картоплі називається кропкакор. Пальт має темніший колір в порівнянні з кропкакором.

### Блодпальт
Блодпальт (швед. blodpalt) — старовинна шведська страва, яка досі широко поширена у північних районах Швеції і Фінляндії. Історія виникнення цієї страви сягає часів, коли в домашніх господарствах намагалися максимально використовувати всі продукти, що виходять при забої домашніх тварин.
Блодпальти робляться з крові домашніх тварин (яловичої або свинячої на півдні Швеції, оленячої на крайній півночі країни) змішаної з житнім, пшеничним та/або ячмінним борошном. Після того як тісто відстоїться протягом ночі, у нього додається картопляне пюре. Потім з тіста формуються грудочки, які відварюються в киплячій воді до тих пір, поки не спливуть. Страва подається до столу разом зі смаженою свининою. Таким чином блодпальти є смачною і поживною стравою, яку зазвичай готують взимку під час полярної ночі.

### Пітепальт
Пітепальт (швед. pitepalt) — вид картопляних пальт, який вважається особливістю міста Пітео, хоча варіанти цієї страви готують по всій країні. Ця страва має стільки ж рецептів, скільки є домашніх господарств в Пітео, але загальне у них те що вони готуються з використанням суміші пшеничного і ячмінного борошна (тоді як в інші види пальт може бути додане житнє борошно або не додають ячмінне) і начиняються або рубаним м'ясом, або готуються без начинки (і тоді їх називають флатпальт).